# نزلة شاويش
قرية نزلة شاويش هي إحدى القرى التابعة لمركز أهناسيا في محافظة بني سويف في جمهورية مصر العربية. حسب إحصاءات سنة 2006، بلغ إجمالي السكان في نزلة شاويش 8837 نسمة، منهم 4536 رجل و4301 امرأة.